# SAS スペシャル・アナスタシア・サービス
『SAS スペシャル・アナスタシア・サービス』（Special Anastasia Service）は、鳥居羊による日本のライトノベル。イラストはまったくモー助が担当。第1回ノベルジャパン大賞〈優秀賞〉受賞作。HJ文庫（ホビージャパン）より2007年7月から2008年8月まで刊行された。

## ストーリー
山階立夏は、生まれつき茶髪なことを除けば、運動も勉強も平均点な平凡な男子中学生。「兄妹でなければ絶対惚れていた」二卵性双生児の妹・紗友を少し意識しつつ平穏に暮らす立夏だったが、ある日、紗友がリヴォニア公国の王女だと判明。紗友を護衛するために、銃を持った異国の美少女3人組が山階家で同居することに。双子の妹だと信じていた紗友との関係や美少女との同居生活に戸惑う立夏だが、否応なく陰謀に巻き込まれていく…。

## 登場人物

### 山階家
山階立夏（やましな・りっか）
主人公。15歳の男子中学生。前リヴォニア公レオンハルトの曾孫だが、王族である母親が賢三の家に嫁いだので継承権はない。陰謀の渦中で己の無力を噛みしめ、紗友を守るために強くなることを決意する。ちなみに天然の赤毛の為、学校では苦労しているらしい。欺瞞情報によって立夏自身も騙されていたが、律司・咲子夫妻の子は立夏の方であり、つまり彼が継承権者である。この事実に立夏は衝撃を受けるが、公子としての権限を拒絶するわけではない模様。
山階紗友（やましな・さゆ）
血縁的には立夏の従妹。立夏の双子の妹として育てられてきた。前リヴォニア公レオンハルトの曾孫で、父親（故人。賢三の妻の弟）が王族なので継承権を持つ。母を早く失い、立夏とふたりで暮らしてきた為、孤独になるのを恐れている。外見的にはツインテールで、やや幼児体型。立夏ほど髪は赤くない。賢三・美緒夫妻の子は紗友の方であり、彼女は継承権を持たない。つまり彼女は囮として利用されたばかりか、実の父親もその欺瞞工作に関与していたことになる。
山階賢三（やましな・けんぞう）
立夏と紗友の父（あるいは養父）。前リヴォニア公レオンハルトの孫娘を娶ったので、賢三自身と継承権は関係がない。外務官吏で、在リヴォニア日本大使館で書記官をしていた経歴を持つ。
家系図（賢三の説明に基づく）
|              |              |              |              |              |              |        |        |              |              |              |              | レオンハルト （故人） |                       |                       |                       |                       |                       |              |              |                         |                         |                         |                         |                         |                         |          |          |          |          |  |  |
|              |              |              |              |              |              |        |        |              |              |              |              |                       |                       |                       |                       |                       |                       |              |              |                         |                         |                         |                         |                         |                         |          |          |          |          |  |  |
|              |              |              |              |              |              |        |        |              |              |              |              |                       |                       |                       |                       |                       |                       |              |              |                         |                         |                         |                         |                         |                         |          |          |          |          |  |  |
|              |              |              |              | 美紗子       | 美紗子       | 美紗子 | 美紗子 | 美紗子       | 美紗子       |              |              | テオドリッヒ （故人） | テオドリッヒ （故人） | テオドリッヒ （故人） | テオドリッヒ （故人） | テオドリッヒ （故人） | テオドリッヒ （故人） |              |              | アウグスト公 （現君主） | アウグスト公 （現君主） | アウグスト公 （現君主） | アウグスト公 （現君主） | アウグスト公 （現君主） | アウグスト公 （現君主） |          |          |          |          |  |  |
|              |              |              |              | 美紗子       | 美紗子       | 美紗子 | 美紗子 | 美紗子       | 美紗子       |              |              | テオドリッヒ （故人） | テオドリッヒ （故人） | テオドリッヒ （故人） | テオドリッヒ （故人） | テオドリッヒ （故人） | テオドリッヒ （故人） |              |              | アウグスト公 （現君主） | アウグスト公 （現君主） | アウグスト公 （現君主） | アウグスト公 （現君主） | アウグスト公 （現君主） | アウグスト公 （現君主） |          |          |          |          |  |  |
|              |              |              |              |              |              |        |        |              |              |              |              |                       |                       |                       |                       |                       |                       |              |              |                         |                         |                         |                         |                         |                         |          |          |          |          |  |  |
|              |              |              |              |              |              |        |        |              |              |              |              |                       |                       |                       |                       |                       |                       |              |              |                         |                         |                         |                         |                         |                         |          |          |          |          |  |  |
| 咲子（故人） | 咲子（故人） | 咲子（故人） | 咲子（故人） | 咲子（故人） | 咲子（故人） |        |        | 律司（故人） | 律司（故人） | 律司（故人） | 律司（故人） | 律司（故人）          | 律司（故人）          |                       |                       | 美緒（故人）          | 美緒（故人）          | 美緒（故人） | 美緒（故人） | 美緒（故人）            | 美緒（故人）            |                         |                         | 山階賢三                | 山階賢三                | 山階賢三 | 山階賢三 | 山階賢三 | 山階賢三 |  |  |
| 咲子（故人） | 咲子（故人） | 咲子（故人） | 咲子（故人） | 咲子（故人） | 咲子（故人） |        |        | 律司（故人） | 律司（故人） | 律司（故人） | 律司（故人） | 律司（故人）          | 律司（故人）          |                       |                       | 美緒（故人）          | 美緒（故人）          | 美緒（故人） | 美緒（故人） | 美緒（故人）            | 美緒（故人）            |                         |                         | 山階賢三                | 山階賢三                | 山階賢三 | 山階賢三 | 山階賢三 | 山階賢三 |  |  |
|              |              |              |              |              |              |        |        |              |              |              |              |                       |                       |                       |                       |                       |                       |              |              |                         |                         |                         |                         |                         |                         |          |          |          |          |  |  |
|              |              |              |              | 紗友         | 紗友         | 紗友   | 紗友   | 紗友         | 紗友         |              |              |                       |                       |                       |                       |                       |                       |              |              | 立夏                    | 立夏                    | 立夏                    | 立夏                    | 立夏                    | 立夏                    |          |          |          |          |  |  |

### シューレの少女たち
リヴォニア王室直属の超法規的教育機関「学校（シューレ）」から護衛任務の為に派遣されたのが、次の3人である。共通語はドイツ語。なお、彼女らの標準装備はSIG/SAUER P226でジャミング防止の為、弾倉には14発しか装填しない。
アナスタシア・ラエーフスカヤ
護衛の3人組の指揮官格。愛称はアーニャ（本来アナスタシアの愛称は「ナターシャ」だが、「アーニャ」と呼ばれるのには理由があるらしい）。立夏のクラス一番の秀才も解答できない難解な数学問題を解くほどの頭脳を持つが、ジャムの瓶を開けるのに爆薬を使うなど、日常生活の常識に欠ける面もある。母方がロシア系。金髪ロングで、スマートなモデル体型。
フランツィスカ・キルヒホフ
護衛の3人組の1人。愛称はフラン。アンブッシュや狙撃を得意とする。無表情で冷淡だが、甘いものには口元をゆるませる。黒っぽい金髪をツインテールにし、紗友並に小柄で幼児体型。その外見に似合わず、ドイツ語で口汚く罵り文句を口にする。口癖は「na ja（ニャ）」。
エーファ・リービッヒ
護衛の3人組の1人。愛称はファ（華）。祖母が中国系で7歳まで香港で暮らしていた。車の運転技術に長けるが、飛ぶものは苦手らしい。外見は、メガネに黒髪。口癖は「是、ja（シィ、ヤ）」。その他にも語尾にクエスチョンマークをつける特徴的なしゃべり方をする。

## 既刊一覧
- 鳥居羊（著） / まったくモー助（イラスト） 『SAS スペシャル・アナスタシア・サービス』 ホビージャパン〈HJ文庫〉、全4巻
  1. 2007年7月1日初版発行（同日発売[2]）、ISBN 4-89425-571-5
  2. 2007年10月1日初版発行（同日発売[2]）、ISBN 978-4-89425-607-1
  3. 2008年5月1日初版発行（同日発売[2]）、ISBN 978-4-89425-702-3
  4. 2008年8月1日初版発行（同日発売[2]）、ISBN 978-4-89425-744-3